# ガストン4世 (フォワ伯)
ガストン4世（Gaston IV, 1423年2月26日 - 1472年7月25日）は、フランスの貴族。フォワ伯、ベアルン子爵、アンドラの共同君主、ナルボンヌ子爵。フォワ伯ジャン1世とジャンヌ・ダルブレの子。

## 生涯
1436年、ナバラ王、のちアラゴン王となるフアン2世とナバラ女王ブランカの末娘であるレオノールと結婚し、以下の子をもうけた。
- ガストン（1444年 - 1470年） - ビアナ公。フランス王シャルル7世の娘マドレーヌと結婚。2人の子フランソワ（フランシスコ）とカトリーヌ（カタリナ）がナバラ王位を継承した。
- ピエール（1449年 - 1490年） - 枢機卿、アルル司教
- ジャン（1450年 - 1500年） - ナルボンヌ子爵。フランスの将軍ガストン・ド・フォワ、アラゴン王フェルナンド2世（レオノールの異母弟）の2度目の妃ジェルメーヌの父。
- ジャック（1455年 - 1500年） - コルテス伯
- マリー（1452年 - 1497年） - モンフェッラート侯グリエルモ8世と結婚。
- ジャンヌ（1454年 - 1476年） - アルマニャック伯ジャン5世と結婚。
- カトリーヌ（1455年 - ?） - ケンダル（カンダル）伯ガストン2世と結婚。ハンガリーとボヘミアの王ウラースロー2世の妃アンヌの母。
- マルグリット（1458年 - 1486年） - ブルターニュ公フランソワ2世と結婚。ブルターニュ女公およびフランス王妃アンヌの母。
- イザベル（1462年 - ?） - ギー・ド・ポンスと結婚。
- エレオノール
- アンヌ

ガストン4世は1472年に死去、妃レオノールは1479年に短期間ナバラ女王となった。レオノールは同年のうちに死去し、ナバラ王位はガストンとレオノールの孫にあたるフランシスコ1世（長男ガストンの息子）が継承した。